# 건원초등학교
건원초등학교는 대한민국 경기도 구리시 인창동에 있는 초등학교이다.

## 학교 연혁
- 2009년 9월 1일 개교. 초대 김철수 교장 부임
- 2010년 3월 1일 12학급 편성
- 2010년 3월 5일 병설유치원 개원
- 2011년 2월 16일 제1회 졸업식
- 2011년 3월 1일 15학급 편성
- 2012년 3월 1일 제2대 김안두 교장 부임
- 2012년 3월 1일 18학급 편성
- 2014년 2월 14일 제4회 졸업식(52명)
- 2014년 3월 1일 19학급 편성

## 참고 자료
- 건원초등학교 - 한국교육학술정보원 학교알리미